# Шарль Малік
Шарль Хабіб Малік (нар. 1906 — пом. 28 грудня 1987; араб. شارل مالك) — ліванський академік, дипломат і філософ. Представник Лівану в ООН, президент Комісії з прав людини та Генеральної Асамблеї ООН, член Ліванського Кабінету, міністр освіти і мистецтв, закордонних справ та теолог. Відповідав за підготовку та прийняття Загальної декларації прав людини 1948 року.

## Життєпис
Малік народився в Бтуррамі, Ліван, син доктора Хабіба Маліка та Заріфи Карам. Малік був племінником відомого автора Фараха Антуна. Малік здобув освіту в Американській школі місій для хлопців, нині Євангелічній школі для дівчаток і хлопчиків в Триполі та Американському університеті Бейрута, де закінчив ступінь математики та фізики. Він переїхав до Каїру в 1929 році, де проявив інтерес до філософії, яку він продовжив вивчати в Гарварді (під керівництвом Альфреда Норта Вайтгеда) та у Фрайбурзі, Німеччина, у Мартіна Гайдеггера в 1932 році. Однак його перебування в Німеччині було коротким. Він визнав політику нацистів несприятливою, і пішов незабаром після приходу до влади в 1933 році. У 1937 році він отримує докторську ступінь філософії у Гарвардському університеті, захистивши роботу з метафізики Гайдеггера та Вайтгеда. Повернувшись додому, Малік заснував кафедру філософії у рідному Американському університеті Бейрута, яку очолював до 1945 року. У 1945 році Малік відправився у Сан-Франциско на конференцію, на якій 50 країн започаткували Організацію Об'єднаних Націй. Малік був одним з делегатів. Трохи пізніше він брав участь у створенні Загальної декларації прав людини.

### В США
Був ліванським послом в США, Венесуелі, на Кубі. Брав участь в Бандунгській конференції. Очолював делегацію Лівану в ООН. Головував на 13-й сесії Генеральної Асамблеї.

## Політична діяльність
Повернувся на батьківщину в другій половині 1950-их років. Його призначили спочатку міністром освіти та культури (1956—1957 роки), а потім міністром закордонних справ (1956—1958 роки). У 1960-их роках Малік повертається до академічної діяльності, викладає в найвідоміших університетах світу. На початку війни в Лівані у 1975 році, Малік був одним із засновників коаліції християнських партій та організацій — Ліванський фронт. Головним завданням Ліванського фронту був захист інтересів та безпеки християнського населення Лівану від палестинських бойовиків, їхніх ліванських соратників та сирійської армії.
Малік став одним із основних ідеологів та інтелектуалів організації. Саме Маліку приписують відомий на той час лозунг: «Через єдність християн — до єдності Лівану». Він наголошував на необхідності консолідованих дій та діалогу між усіма гілками християнства. Зокрема, саме цей своєрідний християнський екуменізм зробив Маліка відомою та популярною фігурою за межами Лівану. Наприклад, ім'я Шарля Маліка відоме і серед західних євангелічних християн протестантів. До того ж, Малік був віце-президентом асоціації біблійних товариств «United Bible Societies» (1966—1972 роки) та президентом Всесвітньої ради з християнської освіти (1967—1971 роки).

## Політичні погляди
Ідеї ліванського націоналізму в світогляді Маліка поєднувалися з критикою колоніалізму, антикомунізмом та переконанням у необхідності боротьби за права та свободи людини, котра, в його баченні, в контексті Близького Сходу, полягала в реалізації ідеалів релігійного плюралізму та свободи совісті й віросповідання. Сам себе Малік визначав так: ліванець, християнин, араб.
Його погляд на популярні в ті часи марксистські радикальні рухи та, загалом, комуністичні переконання ідеологічних опонентів яскраво відображені в наступній цитаті:
|               | Революція в будь-якій країні і війна класів всередині будь-якої нації — не менша дикість, ніж війна між державами, але навіть більша, бо повернення до миру після революції ще складніша, ніж відновлення миру після війни. |
| — Шарль Малік | |

## Смерть
Шарль Хабіб Малік помер 28 грудня 1987 року, в Бейруті. Його дружина Єва Хабіб Бадр, з якою він познайомився у США і одружився в 1941 році, померла за рік після чоловіка. У Шарля та Єви був син Хабіб Малік, який частково пішов шляхом батька — він став істориком та правозахисником, викладав у Гарварді та заснував Ліванський фонд прав людини імені Шарля Маліка. Племінником Шарля Маліка є відомий літературознавець та мислитель Едвард Саїд.